# Aspskräling
Aspskräling (Simocybe haustellaris) är en svampart som först beskrevs av Elias Fries, och fick sitt nu gällande namn av Roy Watling 1981. Enligt Catalogue of Life ingår Aspskräling i släktet Simocybe,  och familjen Inocybaceae, men enligt Dyntaxa är tillhörigheten istället släktet Simocybe,  och familjen Crepidotaceae. Arten är reproducerande i Sverige. Inga underarter finns listade i Catalogue of Life.